# Pelliccia (araldica)
Pellicce è un termine utilizzato in araldica per indicare gli smalti come l'ermellino e il vaio. Le pellicce possono valere, ai fini della regola di contrasto dei colori, tanto come colore quanto come metallo.

d'armellino
di vaio
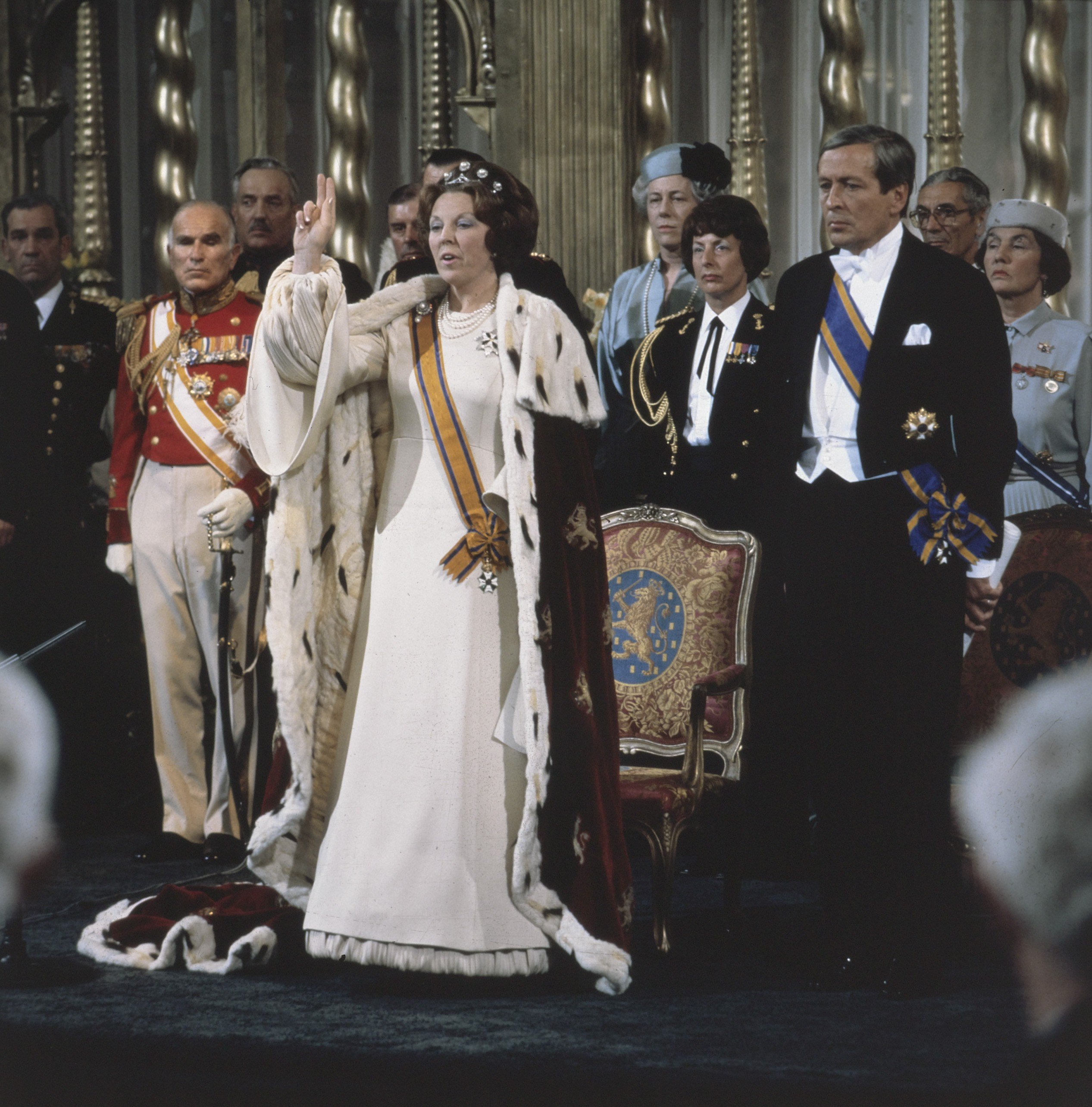
pelliccia di ermellino
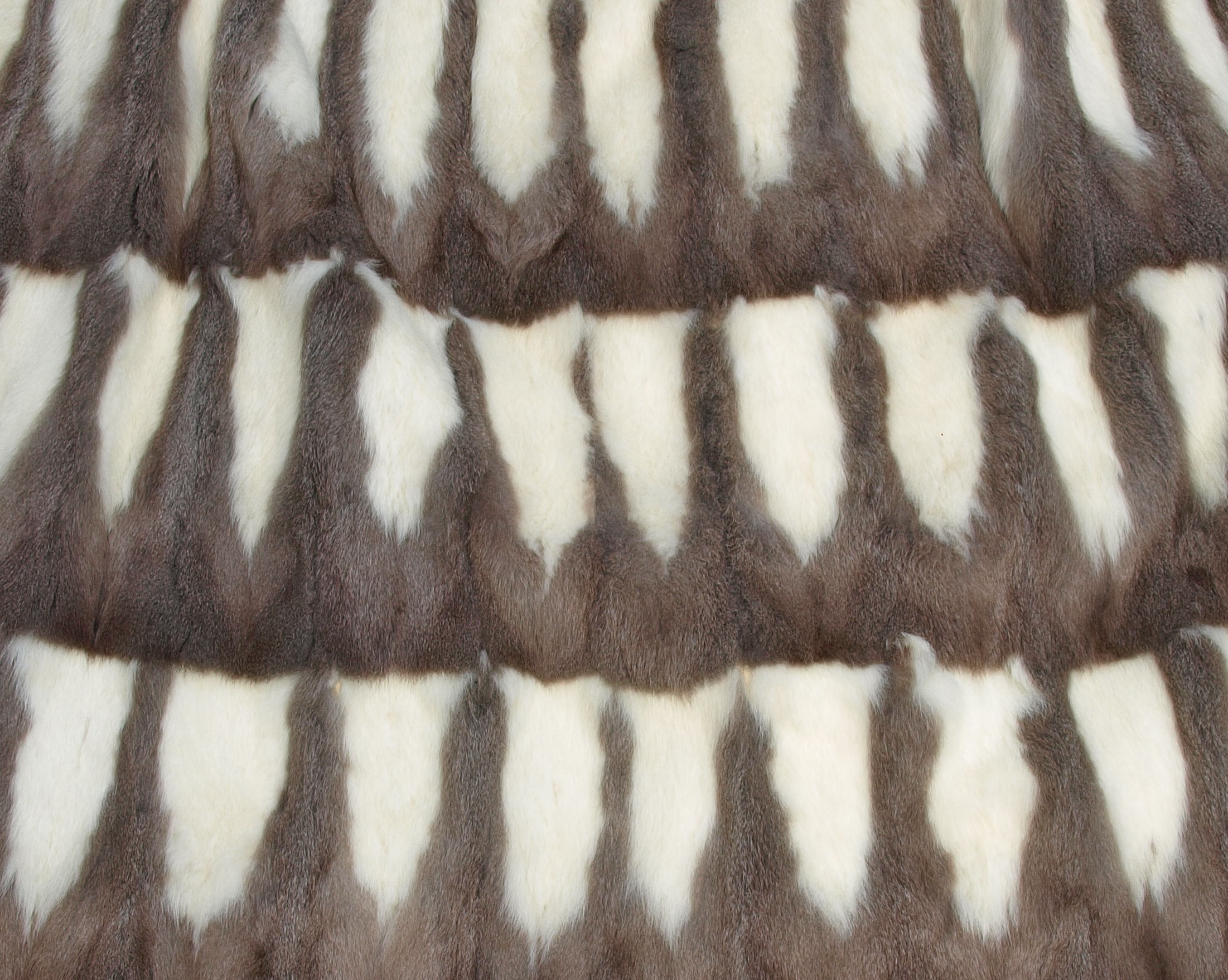
pelliccia di vaio

In araldica sono chiamate pellicce, o talvolta fodere, l'armellino e il vaio, così come le loro varianti: contrarmellino, controvaio e numerose altre (vaiato).
Anche lo zibellino, o falso armellino, è considerato come una pelliccia, ma lo si trova soprattutto come fodera dei mantelli negli ornamenti esteriori dello scudo.
Si trovano anche campi coperti da "pelliccia al naturale".
In origine sembra sia stata frequente l'utilizzazione delle pellicce (anticamente "fodere") per ottenere certi effetti cromatici dei blasoni. Le pellicce di un solo colore sono scomparse come pellicce araldiche, mentre sono rimaste solo le composizioni a motivi bicolori ottenute per "disseminazione di moscature" come l'armellino o lo zibellino, o per "patchwork" come il vaio.
Così, il colore nero era in origine una pelliccia: era lo zibellino di colore nero (in russo sobol, da cui sable, il termine araldico utilizzato in Francia e in Inghilterra per indicare il nero), ma quando il sable è stato definitivamente considerato uno smalto, lo zibellino è rimasto una pelliccia a causa delle sue moscature (sinonimo di "falso armellino").
Anche l'etimologia di gueules o gules (termine araldico utilizzato in Francia, in Spagna e in Inghilterra per indicare il rosso) fa pensare ad una pelliccia primitiva.
Le pellicce, essendo delle composizioni bicolori costituite da un metallo e uno smalto, sono qualificate come "anfibie" e pertanto non sono soggette alla regola di contrasto dei colori.
In pratica, vi sono pochissime differenze tra alcuni campi seminati da una piccola figura, come la "Francia antica" (d'azzurro seminato di gigli d'oro), e l'armellino (d'argento seminato da moscature di nero); o fra certe ripartizioni, come il fusato o il graticolato, e gli innumerevoli vaiati. E in effetti spesso gli esempi citati hanno una funzione analoga a quella delle pellicce.